# XX Corpo de Exército (Alemanha)
O XX Corpo de Exército (em alemão XX Armeekorps) foi um Corpo de Campo da Alemanha durante a Segunda Guerra Mundial, criado em 17 de Outubro de 1940 durante o Wehrersatzinspektion Berlin.

## Comandantes
| Comandante                                       | Data                                   |
| ------------------------------------------------ | -------------------------------------- |
| General der Infanterie Friedrich Materna         | (1 Outubro 1940 - 10 Setembro 1942)    |
| General der Artillerie Rudolf Freiherr von Roman | (10 Setembro 1942 - 14 Fevereiro 1943) |
| General der Infanterie Erwin Vierow              | (14 Fevereiro 1943 - 10 Março 1943)    |
| General der Artillerie Rudolf Freiherr von Roman | (10 Março 1943 - Dezembro 1943)        |
| General der Infanterie Edgar Röhricht            | (Dezembro 1943 - Janeiro 1944)         |
| General der Artillerie Rudolf Freiherr von Roman | (Janeiro 1944 - 1 Abril 1945)          |
| General der Kavallerie Karl-Erik Köhler          | (1 Abril 1945 - 8 Maio 1945)           |

## Área de Operações
- Polônia (Outubro 1940 - Junho 1941)[2]
- Frente Oriental, Setor Central (Junho 1941 - Abril 1945)
- Centro da Alemanha (Abril 1945 - Maio 1945)

## Membros Notáveis
Friedrich Materna (Generalmajor no Exército Austríaco Bundesheer antes da Anschluss)

## Serviço de Guerra
| Data           | Exército           | Grupo de Exército | Lugar                          |
| -------------- | ------------------ | ----------------- | ------------------------------ |
| Novembro 1940  | 11º Exército       | C                 | Heimat                         |
| Janeiro 1941   | 11º Exército       | C                 | Heimat                         |
| Abril 1941     | 18º Exército       | B                 | Generalgouvernement            |
| Maio 1941      | 9º Exército        | B                 | Generalgouvernement            |
| Junho 1941     | 9º Exército        | Mitte             | Bialystok, Smolensk            |
| Agosto 1941    | 2º Panzergruppe    | Mitte             | Smolensk                       |
| Setembro 1941  | 4º Exército        | Mitte             | Wjasma, Moskau                 |
| Janeiro 1942   | 4º Exército        | Mitte             | Moskau                         |
| Fevereiro 1942 | 4º Exército Panzer | Mitte             | Gshatsk                        |
| Maio 1942      | 3º Exército Panzer | Mitte             | Gshatsk                        |
| Janeiro 1943   | 3º Exército Panzer | Mitte             | Gshatsk                        |
| Fevereiro 1943 | 4º Exército        | Mitte             | Spass-Demensk                  |
| Abril 1943     | 2º Exército Panzer | Mitte             | Orel                           |
| Julho 1943     | 9º Exército        | Mitte             | Orel                           |
| Setembro 1943  | 2º Exército        | Mitte             | Desna, Gomel, Pripjet          |
| Janeiro 1944   | 2º Exército        | Mitte             | Pripjet                        |
| Abril 1944     | 9º Exército        | Mitte             | Pripjet                        |
| Maio 1944      | 2º Exército        | Mitte             | Pripet, Bug, Narew             |
| Janeiro 1945   | 2º Exército        | Mitte             | Narew                          |
| Fevereiro 1945 | 4º Exército        | Nord              | Prússia Oriental, Heiligenbeil |
| Abril 1945     | OKW                |                   | Elbe                           |

## Organização
3 de Setembro de 1941
- 268ª Divisão de Infantaria
- 292ª Divisão de Infantaria
- 7ª Divisão de Infantaria
- 278ª Divisão de Infantaria

2 de Janeiro de 1942
- Parte 10ª Divisão Panzer
- 183ª Divisão de Infantaria
- 15ª Divisão de Infantaria
- 258ª Divisão de Infantaria
- 292ª Divisão de Infantaria

23 de Maio de 1942
- 17ª Divisão de Infantaria
- 258ª Divisão de Infantaria
- 292ª Divisão de Infantaria
- 183ª Divisão de Infantaria
- 20ª Divisão Panzer
- 255ª Divisão de Infantaria

25 de Junho de 1942
- 258ª Divisão de Infantaria
- 292ª Divisão de Infantaria
- 183ª Divisão de Infantaria
- 255ª Divisão de Infantaria

1 de Agosto de 1942
- 258ª Divisão de Infantaria
- 292ª Divisão de Infantaria
- 183ª Divisão de Infantaria
- 255ª Divisão de Infantaria

5 de Setembro de 1942
- 255ª Divisão de Infantaria
- 31ª Divisão de Infantaria
- 183ª Divisão de Infantaria

1 de Outubro de 1942
- 255ª Divisão de Infantaria
- 31ª Divisão de Infantaria
- 183ª Divisão de Infantaria

7 de Julho de 1943
- 251ª Divisão de Infantaria
- 45ª Divisão de Infantaria
- 137ª Divisão de Infantaria
- 72ª Divisão de Infantaria

28 de Julho de 1943
- 251ª Divisão de Infantaria
- 45ª Divisão de Infantaria
- 137ª Divisão de Infantaria

26 de Dezembro de 1943
- 102ª Divisão de Infantaria
- 292ª Divisão de Infantaria

16 de Setembro de 1944
- 35ª Divisão de Infantaria
- 542ª Divisão de Infantaria
- Grenadier-Brigade 1131
- Panzer-Brigade 104
- 5ª Divisão Panzer
- 7ª Divisão de Infantaria

1 de Março 1945
- Kampfgruppe 558. Volks-Grenadier-Division
- Kampfgruppe 21ª Divisão de Infantaria
- Kampfgruppe 102ª Divisão de Infantaria
- Kampfgruppe 292ª Divisão de Infantaria